# Kaibab National Forest

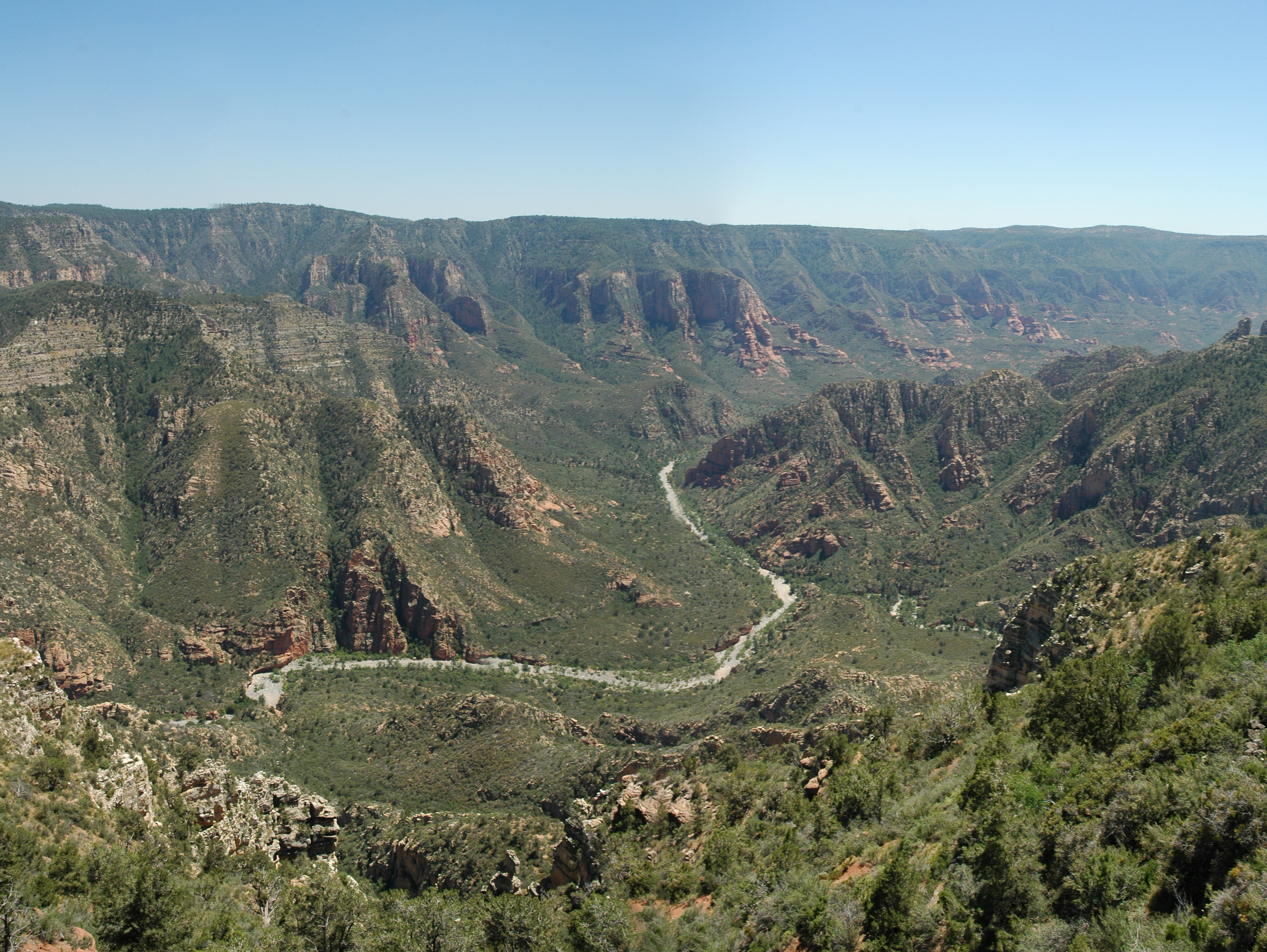
Der Sycamore Canyon im Kaibab National Forest

Der Kaibab National Forest ist ein Nationalforst im US-Bundesstaat Arizona unter der Verwaltung des United States Forest Service. Das Gebiet hat eine Gesamt-Fläche von rund 6500 km².
Der Kaibab National Forest wurde 1909 gegründet und besteht aus drei voneinander getrennten Regionen, die als Ranger Districts bezeichnet werden. Der North Kaibab Ranger District liegt auf dem Kaibab Plateau nördlich des Grand-Canyon-Nationalparks. Der Tusayan Ranger District schließt auf dem Südrand an den Grand Canyon an. Der Williams Ranger District liegt abgesetzt weiter südlich rund um Williams. 

## Beschreibung und Nutzung
Die Gebiete erstreckten sich von einer Höhe von 1676 m im Südwesten bis zu einer Höhe von 3175 m am Kendrick Peak im Williams Ranger District. Im Kaibab National Forest befindet sich auch der Berg Red Butte, welcher von den Havasupai-Indianern als eine heilige Stätte angesehen wird.
Im Inneren des Nationalforst liegen vier Wilderness Areas, die strengste Klasse an Naturschutzgebieten in den USA. Zwei liegen im North Kaibab Ranger District auf dem Kaibab Plateau, die Kanab Creek Wilderness am namensgebenden Kanab Creek und die Saddle Mountain Wilderness oberhalb des Marble Canyon im Osten des Nationalparks. Im Williams Ranger District liegt die Kendrick Mountain Wilderness. Die Sycamore Wilderness liegt nur zu einem kleinen Teil im Williams Ranger District und ragt in die benachbarten Nationalforste Coconino National Forest und Prescott National Forest. 
Wie alle Nationalforste dient auch der Kaibab Forest in erster Linie der kommerziellen Nutzung. Die Forstwirtschaft beschränkt sich im Wesentlichen auf die wirtschaftlich interessanten Baumarten Gelb-Kiefer und Douglasie. Im geringeren Maße werden auch Laubbäume wie die Amerikanische Zitterpappel genutzt. Nach dem Zweiten Weltkrieg wurden in der Region ergiebige Lagerstätten von Uran gefunden und mit zunächst primitiven Mitteln und unter schweren Umweltschäden erschlossen. In den 1960er Jahren wurden die Minen wirtschaftlich uninteressant, bis Preissteigerungen Ende des 20. und neue Techniken im 21. Jahrhundert zu neuem Nutzungsanträgen führten. Die Region nördlich des Grand Canyons wurde wegen der Richtung der Grundwasserströme von Nord nach Süd zum Schutz des Flusses und des Tourismus 2012 für mindestens 20 Jahre für jeden Uranbergbau gesperrt. Südlich des Canyons wurde 2015 die Nutzung der Canyon Mine im Tusayan Ranger District aufgrund einer Betriebserlaubnis aus dem Jahr 1986 zugelassen.
Der Nationalforst hat darüber hinaus auch eine starke touristische Bedeutung. Bei Tusayan liegt im Forst der größte Campingplatz der Region, der zugleich als Reserve dient, wenn die Infrastruktur des Nationalparks überfüllt ist. Auf der Nordseite des Canyons sind primitive Campingplätze das ganze Jahr erreichbar, wenn der Nordrand des Canyons und der Nordteil des Nationalparks im Winter geschlossen werden. Außerdem sind im Nationalforst Nutzungen zulässig, die im Nationalpark nicht erlaubt sind, so dass Besucher in den Forst ausweichen können.